# 진에어 스타리그 2011
진에어 스타리그 2011 (Jinair Starleague 2011)은 진에어와 온게임넷과 스포츠조선의 공동 주최로 이루어지는 이스포츠에서 가장 권위 있는 스타크래프트 개인전인 스타리그의 32번째 대회이며 2011년에 열린 스타리그이다. 특히 이번 스타리그는 박카스 스타리그 2010결승전 이후 144일만에 열린 스타리그이며 이번 스타리그는 마이 스타리그가 도입됨에 따라 스타리그 사상 최초이자 마지막으로 아마추어 프로게이머에게 출전의 장이 열렸던 스타리그이다.

## 대회 개요
- 스폰서 캐치프레이즈: 색다른 도전의 시작 진에어!

## 후원
진에어 담당 신상욱 과장은 “‘Fly Better Fly’라는 기업 슬로건으로 혁신과 젊음을 강조하는 진에어가 열정과 패기가 가득한 젊은이들의 대표적인 문화 콘텐츠인 스타리그를 후원하게 돼 기쁘다”며 “젊고 역동적인 E스포츠 팬들과 함께 어울리는 최고의 대회가 될 수 있도록 어떤 지원도 아끼지 않을 것”이라고 후원 소감을 밝혔다. 또한 “이를 통해 젊은 층과 문화를 교류하고 활발한 커뮤니케이션을 해나가며 보다 적극적으로 진에어를 알리는 계기가 되길 바란다”고 덧붙였다.

## 대회 방식
이번 시즌에서는 스타리그는 사상 처음으로 프로게이머만 아니라 아마추어 게이머까지 참가가 가능하도록 구조를 새롭게 바꾸어 진행하였다.

### 마이 스타리그 ~ 프로-암 통합 예선
마이 스타리그는 2011년 스타리그에서만 열렸던 아마추어 전용 리그로 순수 아마추어를 대상으로 하며 부산, 광주·제주, 대구, 대전·강원, 경인, 서울 등 전국 6개 지역에서 실시되었다. 각 지역에서 4명씩 선발, 총 24명이 전국 파이널을 치르며 여기서 가려진 12명은 용산에서 열리는 '스타리그 프로-암 예선' 참가 자격을 얻게 된다. 또한 이 과정에서는 프로게임단의 코칭스태프 및 주요 선수들이 스카우트로 참여해 재능 있는 인재 발굴에 동참하였다. 한편 마이스타리그 전국 파이널을 통과한 12명은 프로 선수들과 함께 프로-암 통합예선을 치러서 총 12명이 차기 스타리그 본선에 진출하게 된다. 그러나 12명의 아마추어들은 예선전에서 전원 탈락하였으며 결국 2012년 스타리그부터는 다시 폐지되었다.

### 본선
이번 스타리그는 EVER 스타리그 2008이후 3년 만에 24강 듀얼토너먼트 체제를 부활 시켜서 치러지며 16강 본선 프리미엄을 강화하는 방식으로 개편한다.

### 대회 일정
- 지역 예선 (스카우트 참여팀 / 장소)
  - 부산 : 4월 10일 (KT Rolster / 부산 경성대학교 정보관 별관)
  - 광주-제주 : 4월 16일 (화승 OZ / 광주 조선대학교 경상대학 5층 전산실)
  - 대구 : 4월 24일 (hite ENTUS / 대구 계명대학교 성서캠퍼스 공과대 1관)
  - 대전-강원 : 5월 1일 (WeMADE FOX / 옥스포드 PC ZONE)
  - 경기-인천 : 5월 8일 (STX SOUL / 서강대학교 게임교육원)
  - 서울 : 5월 15일 (삼성전자 KHAN / 용산 e스포츠 스타디움 보조경기장)
- 지역 예선 전국 파이널
  - 부산 vs 대전-강원 : 6월 1일
  - 대구 vs 경기-인천 : 6월 2일
  - 광주-제주 vs 서울 : 6월 3일
- 오프라인 예선: 6월 17일
- 스타리그 듀얼: 6월 22일 ~ 7월 1일
- 16강 조추첨식: 7월 8일
- 16강: 7월 13일 ~ 7월 29일
- 16강 재경기: 7월 30일
- 8강: 8월 12일 ~ 8월 26일
- 4강: 9월 2일 ~ 9월 9일
- 결승: 9월 17일

### 상금
- 상금규모 - 총 1억 800만원
- 우승 - 4000만원
- 준우승 - 2000만원
- 우승자, 준우승자를 제외한 시드자 2명부터 24강 진출자까지 차등 지급
  - 16강 진출자 8명 : 1인당 200만원
  - 8강 진출자 4명 : 1인당 300만원
  - 시드자 2명 : 1인당 700만원

### 경기장
- 마이스타리그 전국 파이널 - 용산 이스포츠 상설 경기장
- 예선 - 용산 이스포츠 보조 경기장
- 스타리그 듀얼 - 용산 이스포츠 상설 경기장
- 16강 본선 - 용산 이스포츠 상설 경기장
- 결승전 - 서울 전쟁기념관 평화의 광장

## 맵
- 전국파이널
  - 라만차 / 신 피의능선 / 글라디에이터 (맵 순서 현장추첨)
- 오프라인 예선
  - 16강: 신피의능선-라만차-글래디에이터
  - 8강: 라만차-글래디에이터-신피의능선
  - 4강: 글래디에이터-신피의능선-라만차
  - 결승: 신피의능선-라만차-글래디에이터
- 스타리그 듀얼
  - 1,2경기: 신피의능선
  - 승자/패자전: 글라디에이터
  - 최종진출전: 라만차

- 16강
  - ①패스파인더, ②라만차, ③글래디에이터, ④신피의능선
    - 맵순서는 노동환방식으로 배정됨
      - 노동환방식
        - 1회차 - 1,2,3,4
        - 2회차 - 2,3,4,1
        - 3,4회차 - 3,4,1,2
        - 5,6회차 - 4,1,2,3

## 리그 BGM
- 마이스타리그 전국파이널 오프닝멘트 : Anberlin - Ready Fuels
- 마이스타리그 전국파이널 선수소개 / 경기 시작 전 : The Almost - Want to
- 마이스타리그 전국파이널 경기 종료 후 : Anberlin - Cold War Transmissions
- 예선전 오프닝멘트 : Chevelle - Another Know It All
- 예선전 조별경기현황 : Terrible Things - Not Alone
- 예선전 경기 시작 전 / 종료 후 : Damageplan - Save Me
- 스타리그 듀얼 오프닝멘트 : Arise - Within
- 스타리그 듀얼 선수소개 : Arise - Generations For Sale
- 스타리그 듀얼 경기 종료 후 : Arise - ...and The Truth Is Lies
- 조추첨식 오프닝멘트 : Rise Against - Architects
- 조추첨식& 16강 타이틀곡:The X-Ecutioners -  C'mon
- TODAY'S MATCHUP, 오프닝멘트, NEXT MATCHUP : Silverstein - Live To Kill
- TODAY, 각조상황, 경기결과, NEXT : Black Veil Brides - God Bless You
- 선수 소개곡: Silverstein - The Artist
- 최근 10경기 : Grinspoon - Tonight
- 경기 시작 전 : Silverstein - Texas Mickey
- 경기 종료 후 : Fact And Fiction - This Time
- 클로징 멘트: Unwritten Law - On My Own
- 결승전 오프닝 : Boreta - Bubblin' In The Cut
- 결승전 선수입장 : Anthrax - Poison My Eyes
- 결승전 포토타임 : Daughrty - September
- 결승전 엔딩 : Nickelback - Figured You Out

## 스타리그 프로암 통합 예선

### 프로암 예선 진출자
종족별 분포
- 저그(0):
- 토스(4): 진웅, 석태수, 최성원, 최문석
- 테란(8): 김지성, 유영재, 김태영, 임수성, 이무현, 최은창, 이동현, 강태완

지역별 분포
- 부산 (1) - 유영재
- 대전 (3) - 김지성, 김태영, 진웅
- 대구 (1) - 석태수
- 경인 (3) - 임수성, 이무현, 최은창
- 광주 (2) - 이동현, 최성원
- 서울 (2) - 최문석, 강태완

### 조별 본선 진출자
주: 지난 시즌 16강 탈락자 김상욱 선수의 군입대 & 은퇴로 12명+와일드카드 1명 총 13명의 예선 통과자를 뽑는다.
| A조    | B조    | C조    | D조    | E조    | F조    | G조    | H조    | I조    | J조    | K조    | L조    | 와일드카드 |
| ------ | ------ | ------ | ------ | ------ | ------ | ------ | ------ | ------ | ------ | ------ | ------ | ---------- |
| 박준오 | 전태양 | 이승석 | 김윤중 | 조일장 | 강정우 | 고석현 | 신노열 | 박재영 | 이신형 | 신대근 | 어윤수 | 허영무     |

### 스타리그 듀얼 시드자
지난 시즌 16강 진출에 성공했지만, 4강 진출에 실패한 11명의 선수들이 스타리그 듀얼 시드를 받게 된다.
(김상욱은 군 입대로 시드권 포기)

## 진출자 목록

### 본선 진출자 분포
‘**’은 16강 시드 진출자이며, ‘*’은 듀얼 시드 진출자이다. 괄호로 묶은 부분은 시드 진출자 수/예선 진출자 수이다.
종족별 분포
- 저그(6/7): **김현우, **김윤환, *박재혁, *이제동, *이영한, *신동원, 박준오, 이승석, 조일장, 고석현, 신노열, 신대근, 어윤수
- 토스(4/3): **송병구, *김구현, *정경두, *윤용태, 김윤중, 박재영, 허영무
- 테란(5/3): **정명훈, *박성균, *구성훈, *이영호, *염보성, 전태양, 강정우, 이신형

팀별 분포
- CJ (1/0) - *신동원
- KT (1/1) - *이영호, 박재영
- SK텔레콤 (3/2) - **정명훈, *박재혁, *정경두, 이승석, 어윤수
- STX (3/4) - **김현우, **김윤환, *김구현, 김윤중, 조일장, 이신형, 신대근
- 위메이드 (2/3) - *박성균, *이영한, 전태양, 강정우, 신노열
- 화승 (2/1) - *구성훈, *이제동, 박준오
- 웅진 (1/0) - *윤용태
- MBC게임 (1/1) - *염보성, 고석현
- 삼성전자 (1/1) - **송병구, 허영무
- 공군 (0/0)

## 스타리그 듀얼
| 조  | Match1 | Match1 | Match2 | Match2 | 승자전 | 승자전 | 패자전 | 패자전 | 최종전 | 최종전 | 최종전 | 최종전 |
| A조 | 이영호 | 고석현 | 이제동 | 이신형 | 이영호 | 이제동 | 고석현 | 이신형 | 이영호 | 이신형 |        |        |
| B조 | 박성균 | 어윤수 | 신동원 | 박재영 | 박성균 | 신동원 | 어윤수 | 박재영 | 박성균 | 어윤수 |        |        |
| C조 | 이영한 | 김윤중 | 허영무 | 이승석 | 김윤중 | 허영무 | 이영한 | 이승석 | 김윤중 | 이영한 |        |        |
| D조 | 김구현 | 강정우 | 염보성 | 박준오 | 강정우 | 박준오 | 김구현 | 염보성 | 강정우 | 염보성 |        |        |
| E조 | 구성훈 | 신노열 | 정경두 | 신대근 | 구성훈 | 신대근 | 신노열 | 정경두 | 신대근 | 정경두 |        |        |
| F조 | 박재혁 | 전태양 | 윤용태 | 조일장 | 전태양 | 윤용태 | 박재혁 | 조일장 | 윤용태 | 박재혁 |        |        |

## 16강

### 출전 선수
| 종족     | 명 | 이름                                                           |
| 테란     | 5  | 구성훈 염보성 이영호 전태양 정명훈                             |
| 저그     | 9  | 김윤환 김현우 박재혁 박준오 신대근 신동원 어윤수 이영한 이제동 |
| 프로토스 | 2  | 송병구 허영무                                                  |

### 본경기
16강 조추첨식에 따라 결정된 조에 따라서 한 선수가 한 경기씩 총 세 경기를 펼치게 되며, 한 조로 볼 때 총 여섯 경기를 치르게 된다.
| A조    | A조     | B조    | B조     | C조    | C조     | D조    | D조     |
| ------ | ------- | ------ | ------- | ------ | ------- | ------ | ------- |
| 정명훈 | 3승 0패 | 송병구 | 0승 3패 | 김윤환 | 1승 2패 | 김현우 | 2승 1패 |
| 어윤수 | 2승 1패 | 이영한 | 1승 2패 | 허영무 | 1승 2패 | 이제동 | 1승 2패 |
| 구성훈 | 0승 3패 | 이영호 | 3승 0패 | 전태양 | 1승 2패 | 신대근 | 1승 2패 |
| 염보성 | 1승 2패 | 신동원 | 2승 1패 | 박준오 | 3승 0패 | 박재혁 | 2승 1패 |

### 재경기
상위/하위 3인의 승패가 동률인 경우에는 삼자재경기를 통해 올라갈 선수를 가리게 된다.
| C조    | C조     |
| ------ | ------- |
| 김윤환 | 0승 1패 |
| 허영무 | 2승 0패 |
| 전태양 | 0승 1패 |

## 8강 ~
|  | 8강전  | 8강전  |        |   | 준결승전 | 준결승전 |  |  | 결승전 | 결승전 |
|  |        |        |        |   |          |          |  |  |        |        |
|  |        |        |        |   |          |          |  |  |        |        |
|  |        |        |        |   |          |          |  |  |        |        |
|  | 정명훈 | 2      |        |   |          |          |  |  |        |        |
|  | 정명훈 | 2      |        |   |          |          |  |  |        |        |
|  | 박재혁 | 0      |        |   |          |          |  |  |        |        |
|  | 박재혁 | 0      | 정명훈 | 3 |          |          |  |  |        |        |
|  |        |        | 정명훈 | 3 |          |          |  |  |        |        |
|  |        | 신동원 | 1      |   |          |          |  |  |        |        |
|  | 신동원 | 신동원 | 1      | 2 |          |          |  |  |        |        |
|  | 신동원 |        |        | 2 |          |          |  |  |        |        |
|  | 김현우 | 1      |        |   |          |          |  |  |        |        |
|  | 김현우 | 1      | 정명훈 | 2 |          |          |  |  |        |        |
|  |        |        | 정명훈 | 2 |          |          |  |  |        |        |
|  |        | 허영무 | 3      |   |          |          |  |  |        |        |
|  | 어윤수 | 허영무 | 3      | 2 |          |          |  |  |        |        |
|  | 어윤수 |        |        | 2 |          |          |  |  |        |        |
|  | 박준오 | 1      |        |   |          |          |  |  |        |        |
|  | 박준오 | 1      | 어윤수 | 0 |          |          |  |  |        |        |
|  |        |        | 어윤수 | 0 |          |          |  |  |        |        |
|  |        | 허영무 | 3      |   |          |          |  |  |        |        |
|  | 허영무 | 허영무 | 3      | 2 |          |          |  |  |        |        |
|  | 허영무 |        |        | 2 |          |          |  |  |        |        |
|  | 이영호 | 1      |        |   |          |          |  |  |        |        |
|  | 이영호 | 1      |        |   |          |          |  |  |        |        |

## 우승
| 진에어 스타리그 2011 우승 |
| ------------------------- |
| 허영무 (첫 번째 우승)     |

## 대회 결과
우승: 허영무, 준우승: 정명훈, 4강: 신동원, 어윤수

## 특이사항
- 허영무 역대 가을의전설 우승자중에 가장 힘들게 우승한 우승자로 기억되고 있다.
- 마이스타리그 아마추어 진출자 12명은 예선에서 모두 다 패배하여 탈락하였다.
- 이번 스타리그에서 역대 저그최다진출자 기록을 세움. (총 9명 진출)
- EVER 스타리그 2008에 이어 스타리그 사상 2번째로 16강 d조에서 4저그조,동족으로만 구성된 조 탄생(김현우,이제동,신대근,박재혁).
- 신한은행 스타리그 2006 Season 2에 이어 5년 만에 16강 타이틀곡 BGM을 힙합장르 사용 (The X-Ecutioners의 Come on).
- 듀얼토너먼트가 스타리그 듀얼이란 명칭으로 변경.
- 16강 D조 3경기(박재혁vs이제동 in 라만차)에서 검은 화면이 송출되는 방송사고가 발생했다.
- 3명의 개인리그 우승자가 한 조에 몰려 새로운 죽음의 조가 탄생 (B조 : 송병구, 이영호, 신동원, 이영한) (이영한을 제외한 3명은 개인리그 우승 경험이 있음, 또한 이영한은 4강에 진출한 경험이 있어, 4명이 전부 4강 진출 경험자.)
- 저그 프로게이머 이영한이 오프닝 동영상에서 테란으로 잘못 기재되어 있음 (방송 시작 전 오프닝에는 수정되어 있으나 경기시작 전 오프닝에선 수정되지 않음(8강1회차부터 수정)).
- 신한은행 프로리그 10-11 결승전 날짜의 변경으로 8강 2주차부터 결승전 날짜 변경.
- 택뱅리쌍 모두 4강에 진출 실패 (김택용은 진출 실패, 송병구, 이제동은 16강 탈락, 이영호는 8강 탈락).
- 정명훈 최다연승 기록 수립 (11연승).
- 정명훈 2연속 결승 진출.
- 정명훈, 임요환 송병구에 이어 온게임넷 스타리그 3회 준우승 달성.
- 삼성전자 칸 개인리그 두 번째 우승자 배출(송병구-허영무).
- 허영무 스타리그 첫 결승 진출. & 첫 우승 (vs 송병구는 준우승자 징크스로 3패 탈락)
- 허영무의 우승에 따라 인크루트 스타리그 2008 이후 3년 만에 가을의 전설이 다시 이어지게 됨.
- 인크루트 스타리그 2008에서 송병구의 우승 이후 3년 만에 프로토스가 우승.
- 결승전 장소 : 서울 용산 전쟁기념관 평화의광장.
- 결승전 초대가수 : 박완규, 에이프릴키스.